# 田中久義
田中 久義（たなか ひさよし、1956年4月20日 - ）は、京都府乙訓郡大山崎町出身の元プロ野球選手。ポジションは捕手。
退団後、青少年育成を理念として日本スポーツ科学研究協会を立ち上げる。

## 来歴・人物

### 平安高等学校時代
平安高等学校在学時の戦績は、以下の通りである。
また、在学中のポジションは一塁手であった。
| 大会名                                   | 結果    |
| ---------------------------------------- | ------- |
| 秋季京都府高校野球大会                   | 優勝    |
| 秋季近畿地区高等学校野球大会             | ベスト4 |
| 明治神宮野球大会                         | 準優勝  |
| 選抜高等学校野球大会（春の甲子園）       | ベスト8 |
| 春季京都府高校野球大会                   | 優勝    |
| 春季近畿地区高等学校野球大会             | 1回戦   |
| 全国高等学校野球選手権大会京都予選       | 優勝    |
| 全国高等学校野球選手権大会（夏の甲子園） | ベスト8 |
| 国民体育大会高等学校野球競技             | ベスト4 |

なお、選抜高等学校野球大会（春の甲子園）では、ベストナインに選出された。

### 阪急ブレーブス時代
高校卒業後、1975年2月にプロ野球阪急ブレーブステストからドラフト外で捕手として入団。
選手登録時からブルペン捕手を務めて、17年間在籍後、1992年（平成4年）10月プロ野球オリックス・ブルーウェーブ退団。

### 退団後
退団後、青少年育成を理念として日本スポーツ科学研究協会を立ち上げる。

## 詳細情報

### 背番号
- 52 （1975年 - 1979年）
- 82 （1980年 - 1988年）
- 106 （1989年 - 1991年）